# 安息日モード
安息日モード（あんそくびモード、あんそくじつモード、あんそくにちモード、英語: Sabbath mode / Sshabbat mode、アシュケナジム式ヘブライ語発音方式：Shabbos mode）とは、オーブン、食器洗い機、冷蔵庫などの家電機器や、エレベーターなどの機械に搭載され、ユダヤ教の安息日や祝祭日の様々な制約下において、ユダヤ人による使用を可能にする機能。安息日モードは、機器を操作した際の通常動作を変更し、その動作をハラーハーの規則に準拠させるものとなる。

## 背景
ハラーハーでは、ユダヤ人の安息日における「創造的な仕事（メラカ）」を禁止している。厳格なユダヤ人は、火をつけること、食事の準備をするということだけではなく、機器の電源を入れること、また、電子機器を操作することさえも当てはまるものと解釈している。安息日に電子機器を使用する必要がある人のために、様々な解決策が模索されており、機器に搭載した特別な「安息日モード」もその一つである。
安息日モードは、メーカーが導入した機能・用語であり、このモードを使用することで、ハラーハーへの完全準拠を保証するものではない。ただし、halachic authorityの認証を受けて販売されている機器は、監査を受け、認証機関の定める要件に適合したものであると判断されている。

## 搭載機器

### オーブン

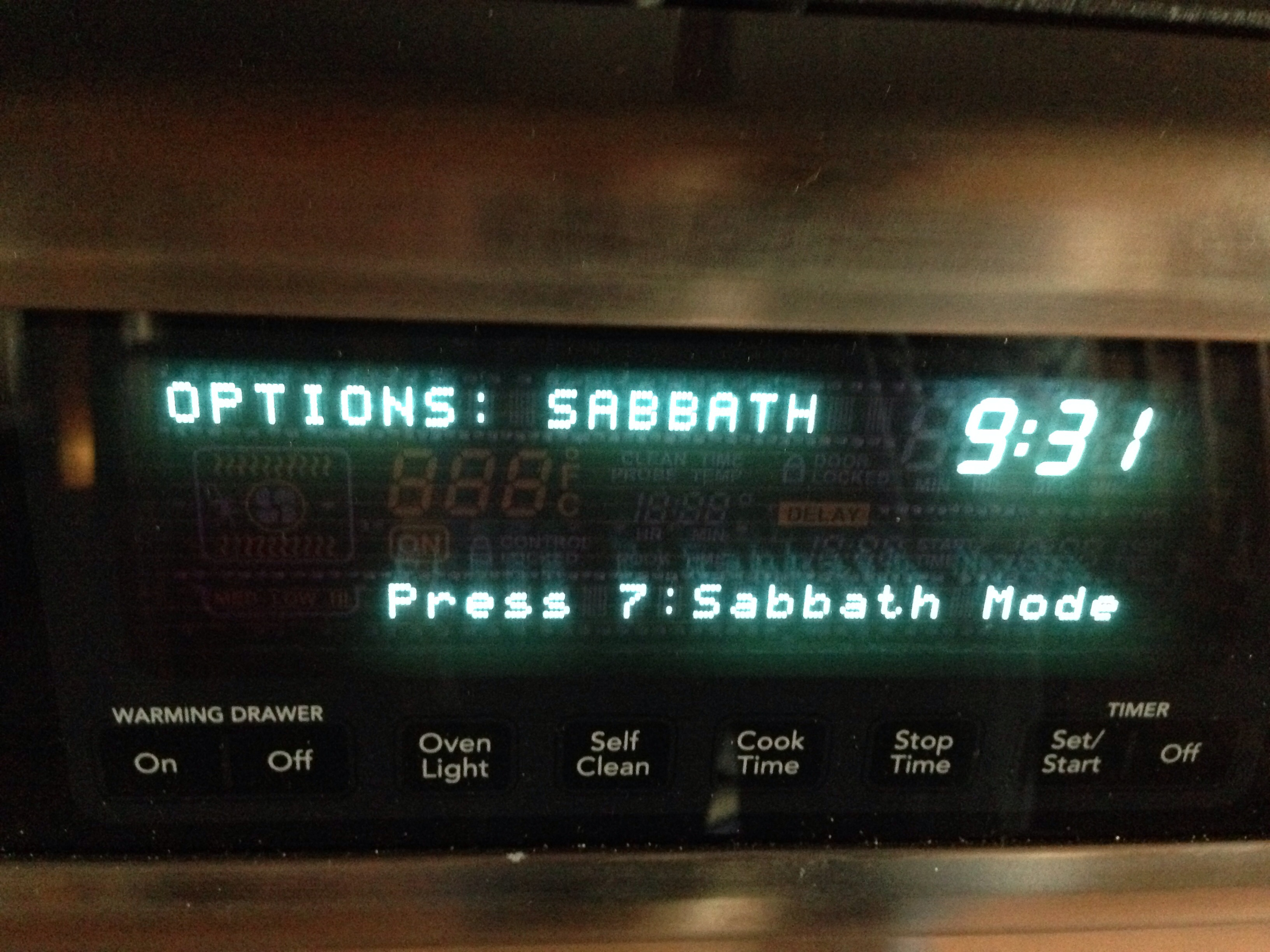
安息日モードが表示されたオーブン

ハラーハーでは、安息日に生の食材を調理することを許されていないが、既に調理済の料理を食べるまで保温しておくことは認められる。古くから、火のついたコンロをBlech（en:Blech）と呼ばれる金属の板で覆い、その上に料理を乗せておくか、予熱したオーブンの庫内に置いておくことで保温するといった方法が取られていた。現代では、保温のためにオーブンが使用されるが、庫内の料理を回収するためにドアを開けた際に、安息日に係る法律違反がないかを確認しなければならない。例えば、ドアを開けた際に発熱体への通電が切れるように設定されている場合は、この機能を停止しない限り安息日に使用することはできない。
ユダヤ教の祝祭日のうち、Yom Tov では、食品の調理は可能だが、火をつけることは禁止されているため、これらをカバーするためには、72時間もの間、発熱を継続するオーブンが必要となる。
また、ユダヤ教の要件に準拠するためには、標準で設定されている6時間から12時間での安全停止機能を無効にし、ライトやディスプレイを消灯し、さらに、ドアの開閉時にライトが点灯する機能を無効にする必要がある。ただし、安息日モードを搭載を謳った家電機器であったとしても、ライトの自動点灯が無効にならない製品なども存在している。

### 冷蔵庫

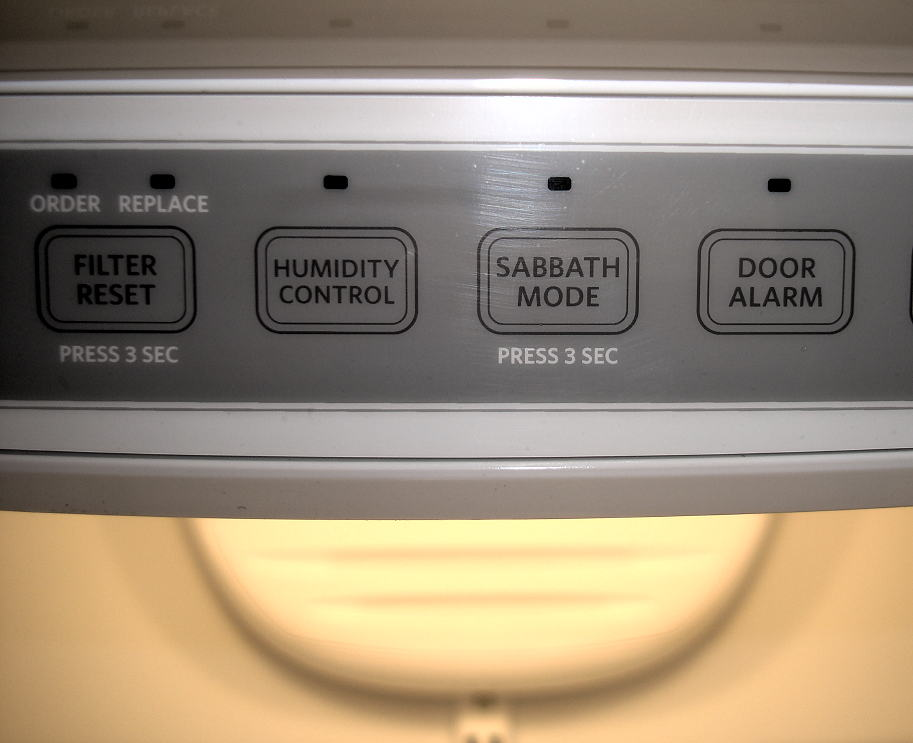
安息日モードを搭載した冷蔵庫のスイッチ

冷蔵庫の安息日モードでは、ライトの無効化に加えて、ドアの開閉時に庫内温度が上昇したことに応じたコンプレッサーの作動も、間接的に電気の作動に関与していると見なされるため、停止しなければならない。一部の冷蔵庫の安息日モードには、温度センサーを無効にし、コンプレッサーをタイマーによる制御だけで作動させる機能が搭載されている。

### エレベーター

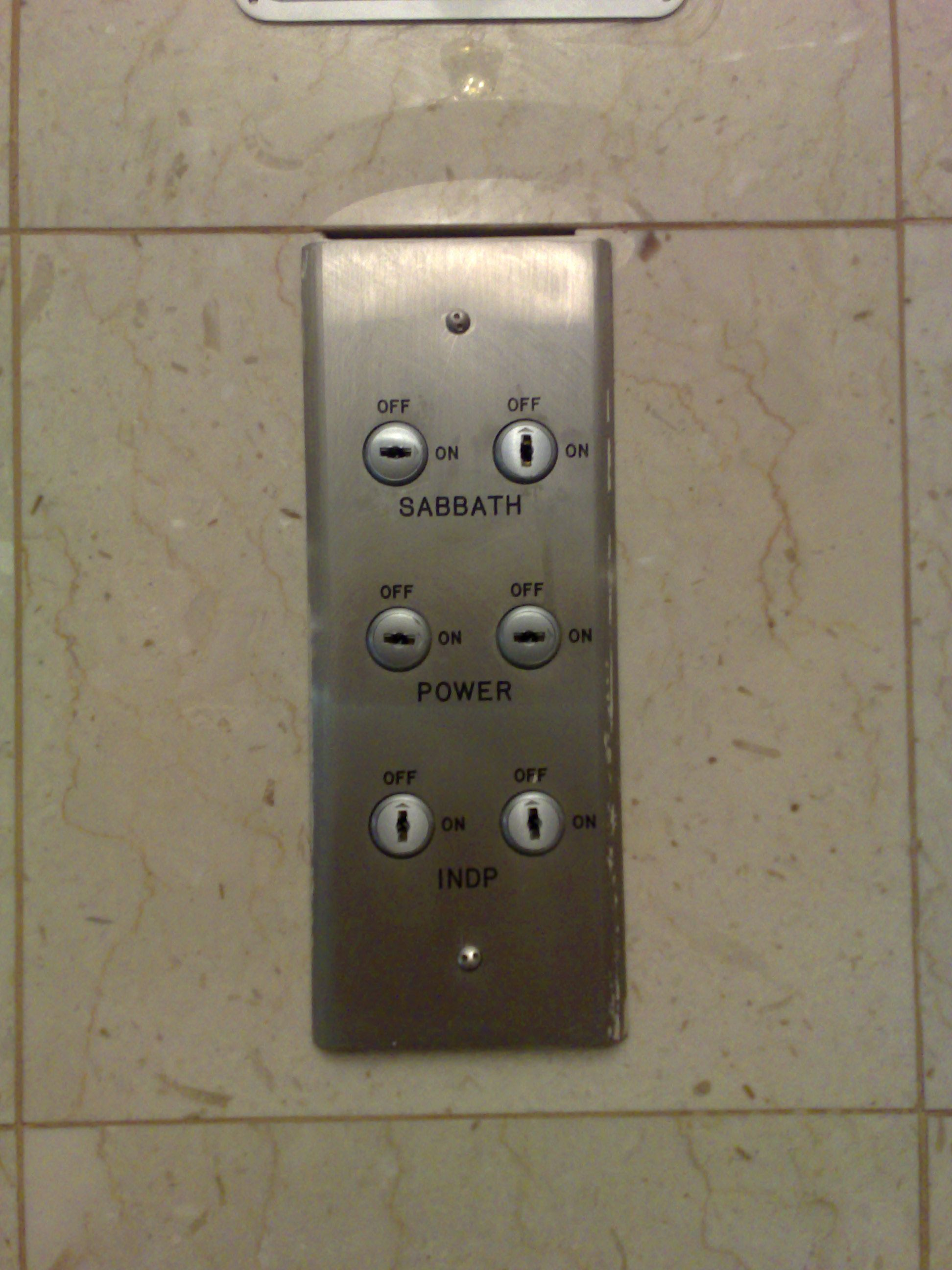
安息日モードのあるエレベーターの操作盤

安息日におけるユダヤ人の利用のために、ボタン操作を必要としない、安息日モードを搭載したエレベーターが稼働している。一般的な安息日モードでは、全ての階で停止することが多いが、最上階まで上がってから1階ずつ下がる、または、設定した階だけで停止するように自動運転させることもある。
ただし、かごの重量の増減により仕事量が変化し、エレベーターの使用する電力に影響を与えることになるため、安息日モードの有無に関わらず、エレベーターの使用自体が、電気を作動させる行為であるとの批判がなされている。